# Endless Wire
Endless Wire är ett musikalbum med brittiska rockgruppen The Who, utgivet i oktober 2006. Albumet är deras första studioalbum med nytt material sedan It's Hard från 1982.
Pete Townshend och Roger Daltrey är de enda kvarvarande originalmedlemmarna av bandet, då Keith Moon och John Entwistle avlidit. På albumet spelar Pino Palladino bas och rollen som trummis delas av Zak Starkey, Peter Huntington och Pete Townshend.

## Låtlista
Alla låtar skrivna av Pete Townshend, där inget annat uppges.
1. "Fragments" (Pete Townshend/Lawrence Ball) - 3:57
2. "A Man in a Purple Dress" - 4:14
3. "Mike Post Theme" - 4:28
4. "In the Ether" - 3:35
5. "Black Widow's Eyes" - 3:07
6. "Two Thousand Years" - 2:50
7. "God Speaks of Marty Robbins" - 3:26
8. "It's Not Enough" (Pete Townshend/Rachel Fuller) - 4:02
9. "You Stand by Me" - 1:36
10. "Sound Round" - 1:21
11. "Pick Up the Peace" - 1:28
12. "Unholy Trinity" - 2:07
13. "Trilby's Piano" - 2:04
14. "Endless Wire" - 1:51
15. "Fragments of Fragments" (Pete Townshend/Lawrence Ball) - 2:23
16. "We Got a Hit" - 1:18
17. "They Made My Dream Come True" - 1:13
18. "Mirror Door" - 4:14
19. "Tea & Theatre" - 3:23
20. "We Got a Hit" (förlängd version) - 3:04
21. "Endless Wire" (förlängd version) - 3:05